# Antônio Sales Leite
Antônio Sales Leite, ou simplesmente Sales Leite, (São Paulo, 21 de junho de 1931 – São Paulo, 14 de julho de 2007) foi um professor, economista e político brasileiro, outrora deputado federal por São Paulo.

## Dados biográficos
Filho de Floriano Leite e Otília de Camargo Sales Leite. Graduado em Contabilidade e Administração em 1951 pela Fundação Escola de Comércio Álvares Penteado, trabalhando como coletor de impostos da Secretaria de Fazenda. Cinco anos depois de sua primeira graduação, formou-se em Economia na Universidade de São Paulo antes de trabalhar na Walita, onde esteve até 1964. Trabalhador da iniciativa privada nos anos seguintes, fez estágio no Instituto de Organización y Administración de Empresas em Santiago, Chile, e fez um curso de extensão no Management Center do Brasil, na capital paulista.
Nomeado chefe do Departamento de Finanças da Sabesp pelo governador Abreu Sodré em 1970, assumiu no ano seguinte o cargo de diretor econômico-financeiro da Companhia Telefônica Brasileira. Em 1973, o ministro das Comunicações, Hygino Corsetti, o nomeou presidente da TELESP, cargo que exerceu por seis anos. Mesmo no exercício desse cargo, presidiu a seção paulista do Instituto Brasileiro de Executivos Financeiros, do qual também foi presidente nacional e membro do Conselho Consultivo, além de presidir a Associação Brasileira de Telecomunicações. Em 1979 assumiu a presidência da Companhia Brasileira de Alimentos (COBAL) e um ano depois a vice-presidência da União de Mercados Atacadistas.
Seu único mandato conquistado foi o de deputado federal via PDS em 1982 e no decorrer do mesmo, votou contra a Emenda Dante de Oliveira em 1984 e em Paulo Maluf no Colégio Eleitoral em 1985. Derrotado ao buscar a reeleição em 1986, preferiu sair da vida pública e dedicar-se à agricultura a partir de sua fazenda em Angatuba.